# 沈静芷
沈静芷（1915年—1995年），男，浙江杭州人，中国出版家，曾任地图出版社社长，中国出版工作者协会顾问。

## 家庭
子沈建林。